# Municipio de Clear Lake (condado de Burleigh)
El municipio de Clear Lake (en inglés: Clear Lake Township) es un municipio ubicado en el condado de Burleigh en el estado estadounidense de Dakota del Norte. En el año 2010 tenía una población de 36 habitantes y una densidad poblacional de 0,39 personas por km².

## Geografía
El municipio de Clear Lake se encuentra ubicado en las coordenadas 46°56′42″N 100°7′49″O / 46.94500, -100.13028. Según la Oficina del Censo de los Estados Unidos, el municipio tiene una superficie total de 93.5 km², de la cual 93 km² corresponden a tierra firme y (0,54 %) 0,51 km² es agua.

## Demografía
Según el censo de 2010, había 36 personas residiendo en el municipio de Clear Lake. La densidad de población era de 0,39 hab./km². De los 36 habitantes, el municipio de Clear Lake estaba compuesto por el 100 % blancos. Del total de la población el 0 % eran hispanos o latinos de cualquier raza.